# Айвъритън
Айвъритън (на английски: Ivoryton) е село в окръг Мидълсекс, щата Кънектикът.
Включено е в Националния регистър на исторически места на 14 април 2014 г. Населението му е 2745 души.
Основано е около 1860 г. основно от имигранти от Германия, Швеция, Полша и Италия. Историческата част се състои от ранна колониална и викториантска архитектура. Името на града идва от търговията със слонова кост в миналото.

## История
Айвъритън се състои от улиците Мейн Стрийт, Норт Мейн Стрийт, Оук Стрийт, Блейк Стрийт, Съмит Стрийт, Парк Роуд и Комсток Авеню. Районът е известен като „добре запазен пример за индустриален град от XIX век“ и център на промишлеността със слонова кост.
Айвъритън се индустриализира, когато компанията за внос на слонова кост Comstock, Cheney & Company е основана от Самюъл Мерит Комсток и неговия партньор Джордж Чейни през 60-те години. Окръгът е един от няколкото индустриални зони в Долината на река Кънектикът, създаден в края на 19 век и е исторически значим център за имигранти от Швеция, Германия, Италия и Полша, които живеят в работнически жилищни райони в целия Айвъритън.
Pratt, Read & Company се намира само на няколко километра от Comstock, Cheney & Company, а тези двама най-големи американски производители на слонова кост „установяват монопол върху производството на слонова кост в САЩ“. Районът процъфтява между 1860 г. и 1938 г., като в пика си районът осигурява работа на около 600 работници. Националният регистър на историческите места гласи:

Историческият квартал се състои от ранни колониални структури, представляващи селскостопанското село преди индустриализацията му, производствени и производствени сгради от средата до края на XIX век, Викториански къщи за ръководителите на дружествата, къщи и жилища за работниците, както и обществени сгради като църкви, пощенски клон, фирмен магазин, библиотека и кметство. Въпреки че някои от фабриките биват съборени, част от индустриалните къщи изчезват, а други биват преустроени и селото претърпява наводнение през 1982 г., историческият характер на Айвъритън остава непроменен, като пример за планиран град, за разлика от по-формализираните „индустриални градове“, уникални за долината на река Кънектикът. Периодът на значимост варира от построяването на най-ранната известна съществуваща сграда (Фермата „Джоузеф Паркър“, 1719 г.) до разпродажбата на фирмени сгради през 1938 г.